# Aethomys hindei
Aethomys hindei  (Thomas, 1902) è un roditore della famiglia dei Muridi diffuso nell'Africa centrale e orientale.

## Descrizione

### Dimensioni
Roditore di medie dimensioni, con la lunghezza della testa e del corpo tra 120 e 175 mm, la lunghezza della coda tra 120 e 188 mm, la lunghezza del piede tra 27 e 35 mm, la lunghezza delle orecchie tra 18 e 25 mm e un peso fino a 158 g.

### Aspetto
La pelliccia è liscia e lucida. Il colore delle parti superiori è grigio-fulvo, con dei riflessi brunastri sul dorso, mentre è più chiaro lungo i fianchi. Le parti ventrali sono biancastre, senza una linea di demarcazione netta dalle parti dorsali. Il muso è più grigio, senza alcun riflesso fulvo. Le orecchie sono marroni. Le parti dorsali delle mani e dei piedi sono bianche, il quinto dito del piede, privo di unghia, non raggiunge la base del quarto dito. La coda è lunga quanto la testa ed il corpo, è ricoperta di peli, marrone sopra e all'estremità, mentre è bianca sotto. Le femmine hanno un paio di mammelle pettorali e 2 paia inguinali.

## Biologia

### Comportamento
È una specie terricola e notturna.

### Alimentazione
Si nutre principalmente di parti vegetali, frutta caduta, semi, foglie e radici.

### Riproduzione
Le femmine danno alla luce 3-4 piccoli alla volta dopo una gestazione di 21-23 giorni.

## Distribuzione e habitat
Questa specie è diffusa nel Camerun settentrionale, Ciad meridionale, Repubblica Centrafricana, Sudan del Sud, Repubblica Democratica del Congo settentrionale, Uganda, Kenya, Etiopia meridionale, Tanzania settentrionale.
Vive in ambienti umidi, sebbene è occasionalmente osservata in zone aride.

## Conservazione
La IUCN Red List, considerato il vasto areale e la popolazione numerosa, classifica A.hindei come specie a rischio minimo (Least Concern).